# Klasztor mariawicki w Felicjanowie
Klasztor mariawicki w Felicjanowie – klasztor Katolickiego Zgromadzenia Sióstr Mariawitek i Katolickiego Zgromadzenia Kapłanów Mariawitów.
Siedziba władz zwierzchnich Kościoła Katolickiego Mariawitów, kustodii płockiej oraz parafii Trójcy Przenajświętszej w Felicjanowie. Przełożoną klasztoru jest siostra biskupka Damiana Maria Beatrycze Szulgowicz.

## Historia
Początki Felicjanowa związane są z parcelacją majątku Miszewko Garwackie, który od 1902 wyprzedawała ziemiańska rodzina Jaroszewskich. Część gruntów z tego podziału nabyła Florentyna z Jurkiewiczów Maciejowcowa, która z kolei odsprzedawała je z zyskiem innym zainteresowanym. Jej propozycją sprzedaży zainteresowali się mariawici, którzy pod wodzą swojej przewodniczki duchowej Feliksy Kozłowskiej wyodrębnili się w 1906 z Kościoła Rzymskokatolickiego i byli w trakcie organizowania własnej wspólnoty religijnej.
W 1910 za pieniądze z ofiar wiernych i pożyczkę zaciągniętą w banku rolnym w imieniu Kościoła Mariawitów, Feliksa Kozłowska zakupiła od Florentyny z Jurkiewiczów Maciejowcowej 500 hektarów ziemi, które następnie podzielono wśród osiedlających się tam wyznawców mariawityzmu. Ogółem w trakcie tej kolonizacji na gospodarstwach mających od 5 do 15 hektarów zamieszkały 73 rodziny. Poza tym z istniejącego tam wcześniej folwarku wydzielono 46 hektarów, które stały się zalążkiem klasztoru, szkoły, internatu dla sierot i ochronki. Powstała owczarnia i młyn. Zakonnice Zgromadzenia Sióstr Mariawitek prowadziły pracownię haftu, pralnię, szwalnie. Osada od imienia założycielki została nazwana Felicjanów.
W 1935 w miejscowości wraz z żoną, synem i grupą swoich sympatyków zamieszkał arcybiskup Jan Maria Michał Kowalski wcześniej zdjęty z urzędu zwierzchnika Kościoła Starokatolickiego Mariawitów. W Felicjanowie zorganizował on ośrodek życia religijnego własnej wspólnoty mariawickiej, która po rozłamie z denominacją płocką przyjęła nazwę Kościoła Katolickiego Mariawitów.
W czasie II wojny światowej klasztor mariawicki w Felicjanowie został wysiedlony przez Niemców. Mariawici odzyskali go dopiero po zakończeniu działań wojennych w 1945.
Obecnie oprócz sióstr które stale mieszkają w Felicjanowie, zjeżdżają się tu na lato z różnych parafii mariawickich inne siostry.

## Architektura

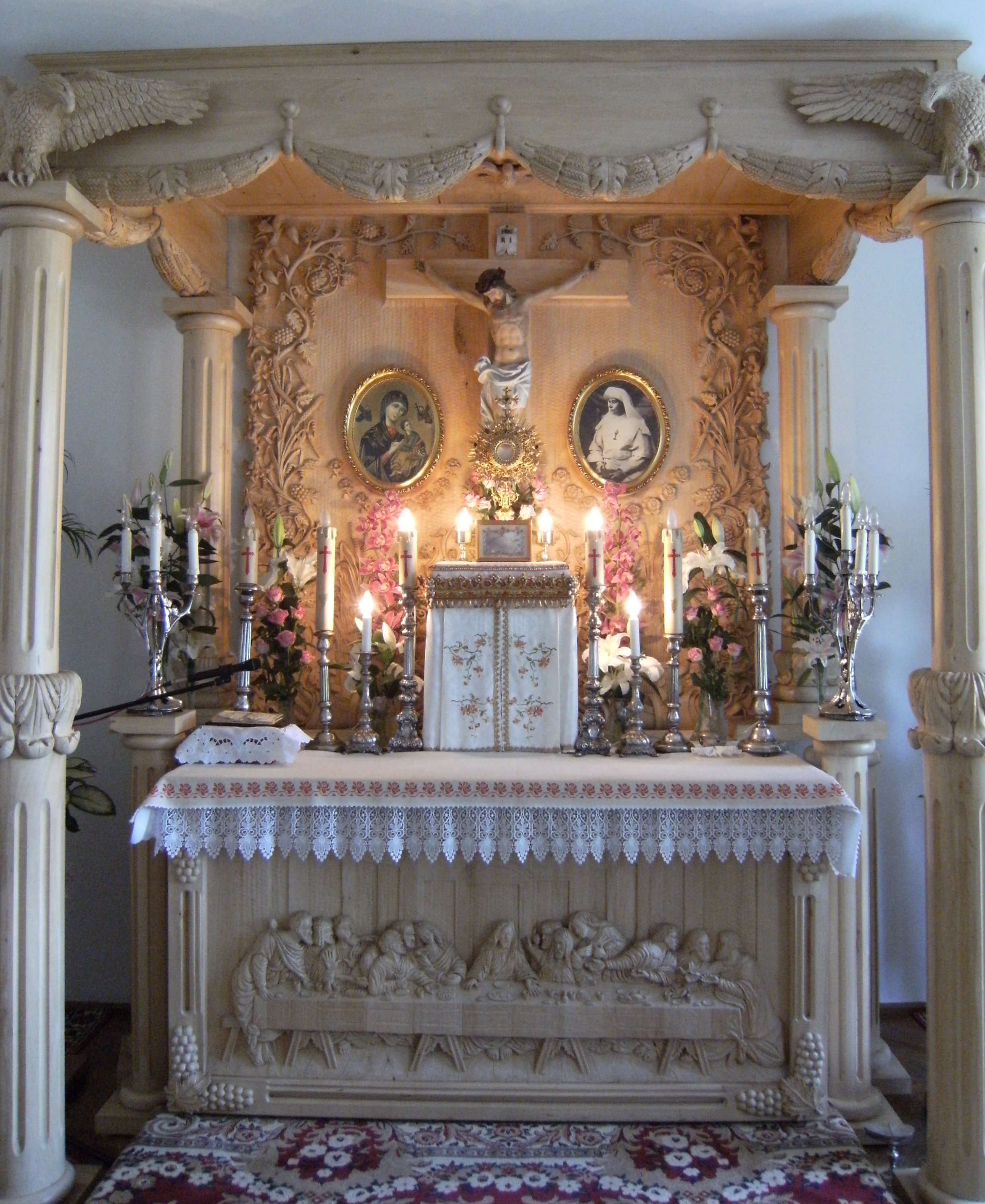
Kaplica w klasztorze felicjanowskim

W klasztorze mariawickim znajduje się kaplica, w której odbywa się indywidualna Adoracja Najświętszego Sakramentu. Jest tam też przechowywana Barankowa Księga Żywota, do której wpisywane są imiona i nazwiska wiernych oraz sympatyków Kościoła Katolickiego Mariawitów. Mała kapliczka mieści się po prawej stronie frontowej części domu. Prowadzą do niej osobne schodki, nad którymi pod okapem dachu zawieszony dzwonek daje trzykrotnie na dzień znak na Anioł Pański i wzywa na nabożeństwa. Odbywają się tutaj stałe nabożeństwa, bowiem kaplica wykorzystywana jest dla miejscowej parafii Zesłania Ducha Świętego. 
Z dziedzińca folwarcznego – od bramy wjazdowej – prowadzą ścieżki naokoło wielkiego klombu, w środku którego na białym postumencie wznosi się statua Niepokalanego Poczęcia Najświętszej Maryi Panny obejmującej jakby cały Felicjanów w opiece. Na terenach należących do klasztoru znajduje się również jezioro. Przy wodzie znajduje się kamienna grota, którą ozdabia ustawiona w niszy figura św. Franciszka z Asyżu. Obok rozciąga się ogród owocowo-warzywny, zaprojektowany na początku XX w. przez Antoniego Marksa, ojca jednego z kapłanów mariawitów. Naprzeciwko ogrodu widoczna jest droga do Pepłowa, nieopodal znajdował się mały rzymskokatolicki kościółek św. Bartłomieja.
Zespół klasztorny (dawny dwór, budynki klasztorne, stróżówka, park) został wpisany do rejestru zabytków 1 września 1980 pod nr 528.